# Allophyes metaxys
Allophyes metaxys là một loài bướm đêm trong họ Noctuidae.